# 辻野晃一郎
辻野 晃一郎（1957年7月10日—），生於日本福岡縣北九州市，企業家，曾任Google公司日本分公司社長。

## 生平
1982年，畢業於慶應義塾大學。1984年，進入索尼公司。1988年，從加州理工學院取得電機工程碩士學位。他回到索尼公司的桌上型電腦部門，曾開發VAIO桌上型PC產品線，使VAIO桌上型電腦部門轉虧為盈。2001年，負責索尼公司美國分公司。
2004年，索尼公司為了對抗蘋果公司的ipod，成立子公司Connect Company，由辻野晃一郎負責。但因為索尼公司沒有提供充份支持，在2006年，Connect Company關閉，辻野晃一郎也因此離開索尼公司。
2007年，加入Google公司，隨後成為日本分公司社長。
2010年，離開Google公司，自行創業。